# Васендин, Николай Степанович
Никола́й Степа́нович Васе́ндин (1917—2010) — советский военный деятель, участник Великой Отечественной войны, активный участник создания в СССР Ракетных войск стратегического назначения, генерал-майор, кандидат военных наук.

## Биография
Николай Степанович Васендин родился 22 мая 1917 года в деревне Основинской Вельского уезда Вологодской губернии (ныне Верховажского района Вологодской области) в семье крестьян Степана Васильевича и Павлы Матвеевны Васендиных. Окончил начальную школу, в 1933—1936 годах прошёл обучение в Вельском педагогическом училище. Во время учёбы был секретарём комсомольской организации, руководил кружком гармонистов, сам играл на танцевальной площадке.
В 1936 году начал работать учителем в Ровдинской средней школе, но уже в октябре Вельский райком ВЛКСМ направил Николая во 2-е Ленинградское артиллерийское училище, готовившее офицеров корпусной артиллерии. В 1938 году в звании лейтенанта был направлен командиром взвода в Подольское артиллерийское училище, затем стал помощником командира батареи по артиллерии. Здесь же в 1941 году вступил в ВКП(б).

### Великая Отечественная война
Осенью 1941 года был назначен командиром 9-й батареи 12-го гвардейского миномётного полка, на вооружении которой находились реактивные установки БМ-13 («Катюши»). Принимал участие в боях по обороне Москвы.  В феврале 1942 года за освобождение Калуги командир батареи старший лейтенант Васендин награждён первым орденом Красного Знамени. После завершения активных боевых действий под Москвой откомандирован в штаб гвардейских миномётных частей Западного фронта.
В 1943 году принимал участие в Курской битве, освобождал Ржев, Вязьму, Смоленск.
Весной 1945 года в составе 2-го Белорусского фронта форсировал Одер. Командиром 62-го гвардейского миномётного Запорожского Краснознамённого полка гвардии подполковник Васендин закончил войну на Балтийском побережье, в Ростоке.

### Послевоенные годы
В октябре 1945 года Н. С. Васендин был направлен на учёбу в Москву в Артиллерийскую академию имени Ф. Э. Дзержинского. Окончив обучение, полковник Васендин стал  заместителем начальника штаба только что организованного научно-исследовательского ракетного полигона Капустин Яр в Астраханской области. На полигоне производились испытания первых советских баллистических ракет Р-1, Р-2, Р-5.
В январе 1956 года Н. С. Васендин был назначен председателем Комиссии по испытанию первой баллистической ракеты с ядерным зарядом — 8К51. Эта операция под кодовым названием «Байкал» являлась событием исторического значения. В мире ещё не было опыта проведения ракетно-ядерных испытаний такого рода.
Пуск ракеты с полигона Капустин Яр был произведён по команде Васендина в 13 часов 26 февраля. Взрыв мощностью в 15 килотонн тротилового эквивалента произошёл через семь минут после пуска. В этот момент председатель комиссии  находился в шести километрах от эпицентра взрыва на командном пункте, оборудованном в танке. Через 15 минут члены комиссии вылетели на вертолёте в район взрыва для проведения контрольных замеров радиации и направления следа заражения.

…Васендин выделялся … своей решительностью, чёткостью принимаемых решений, ясностью отдаваемых распоряжений. Ему был совершенно чужд формализм, он не подавлял своим авторитетом инициативы подчинённых, а в неясных ситуациях быстро находил нужное решение.— Федотов П. Ю. Армия многому научила.

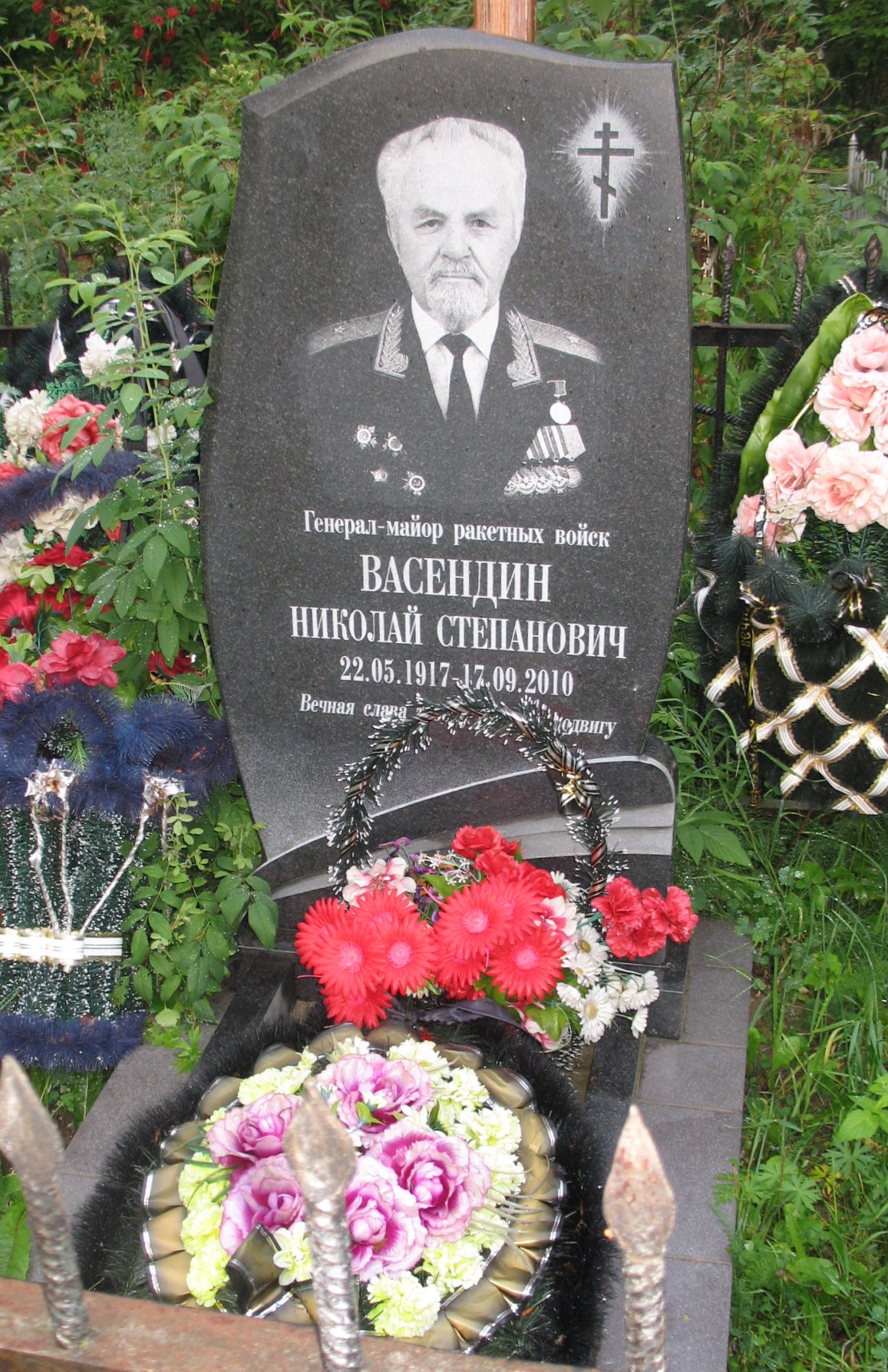
Надгробный памятник Н. С. Васендину

В дальнейшем прошёл обучение в Военной академии Генерального штаба. В 1958—1966 годах служил заместителем начальника оперативного управления Главного штаба ракетных войск. В этот период СССР усиленно развивал новый вид  Вооружённых Сил — ракетные войска стратегического назначения, а основной задачей Главного штаба было размещение стартовых площадок и их инженерное оборудование по всей стране. Выполняя важнейшие государственные задачи, Н. С. Васендин бывал в Прибалтике, на Дальнем Востоке, Камчатке, Новой Земле, в Якутии, Забайкалье, Архангельской области. В 1961 году ему было присвоено очередное воинское звание генерал-майора.
С 1966 года был старшим преподавателем в Академии Генштаба.
В 1979 году генерал-майор Васендин уволился в запас. В течение пяти лет продолжал свою трудовую деятельность в Институте военной истории в должности старшего научного сотрудника. Кандидат военных наук, доцент.
В начале 2000-х годов ограниченным тиражом выпустил книгу воспоминаний. Фрагменты её публиковались в газете «Московская среда».
Умер в Москве 17 сентября 2010 года на 94-м году жизни. Согласно завещанию, похоронен на Вельском городском кладбище возле своего отца.

## Отображение в искусстве
Боевой подвиг комбата Васендина увековечен народным художником России Е. А. Корнеевым в одном из композиционных эпизодов диорамы «Курская битва»  музея на Поклонной горе.